# 太陽砲

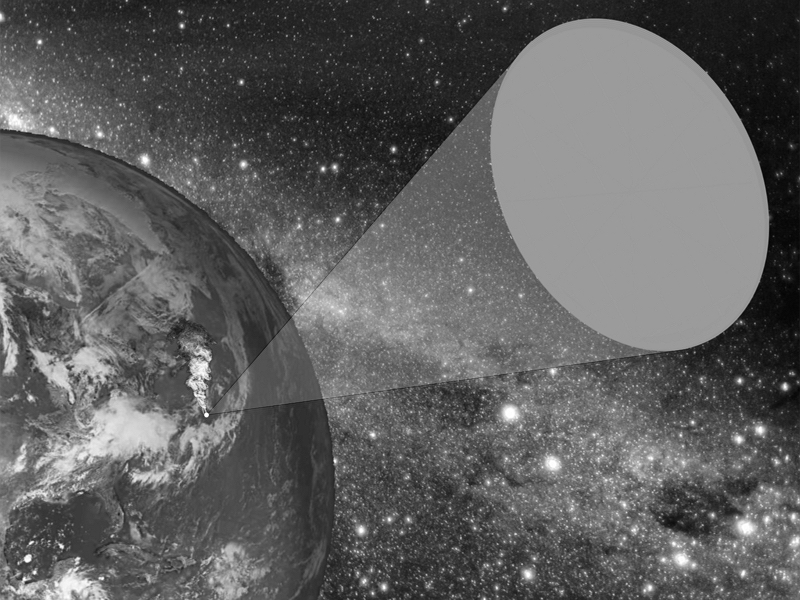
太陽砲またはヘリオビームは理論上の軌道兵器

太陽砲（たいようほう、英語: Sun gun、英語: Sun Cannon）またはヘリオビーム（英語: heliobeam）は、ドイツ軍が計画した宇宙兵器。

## 概要
高度36,000キロメートルの衛星軌道上に構築した巨大な反射鏡で太陽光を集光し、北米大陸の都市に向けて照射して炎上させるというもので、1923年にドイツのロケット科学者ヘルマン・オーベルトが考案したスペース・ミラーを、『タイム』誌がこの名称で1945年7月23日に記事として発表した。第二次世界大戦後、アメリカ軍の調査で開発研究されていた事が判明した。

## 歴史
1929年、ドイツの物理学者ヘルマン・オーベルトは、幅100mの凹面鏡で太陽光を地球上の一点に集中的に反射させる宇宙ステーションの計画を立てた。
第二次世界大戦後半、ヒラースレーベンにあったドイツ陸軍砲兵試験場のドイツ人科学者グループは、太陽エネルギーを利用できる超兵器を開発するというオーベルトのアイデアを拡張し始めた。このいわゆる「太陽銃」ゾンネンゲヴェーア（英語: Sonnengewehr）は、地球上空8,200キロメートル (5,100 mi)の宇宙ステーションの一部になる。科学者たちは、金属ナトリウムで作られた、面積が9平方キロメートル (900 ha; 3.5 sq mi)の巨大な反射板が、海を沸騰させたり都市を燃やしたりするのに十分な集中熱を生成できると計算した。アメリカの将校から質問を受けたドイツ人は、太陽銃を50年か100年以内に完成させることができると主張した。
衛星コンステレーションが展開され、検証されるにつれ、太陽銃としての利用も提案されるようになった。広大な個別鏡の代わりに、数百枚の低コスト反射板を同期させて、太陽放射照度
を集中させ、ターゲットに向けることが理論上可能である。